# Il valzer dell'orrore
Il valzer dell'orrore (Waltz of Shadows), è un romanzo scritto nel 1991 dall'autore statunitense Joe R. Lansdale e pubblicato nel 1999.

## Storia editoriale
Il romanzo inizialmente doveva intitolarsi Mucho Mojo e fu scritto per l'editore Mysterious Press. L'autore lo terminò nel 1991, dopo un anno di difficile lavoro ma, insoddisfatto del risultato, decise di non pubblicarlo. Il titolo Mucho Mojo fu riutilizzato da Lansdale e assegnato a un successivo romanzo pubblicato nel 1994 con protagonisti i due personaggi, Hap Collins e Leonard Pine.
Anni dopo la casa editrice Subterranean Press chiese a Lansdale se avesse qualcosa di pronto da pubblicare e l'autore, per accontentare la richiesta, riprese a lavorare sul manoscritto accantonato anni prima, sfoltendone il contenuto da descrizioni troppo puntigliose e intrecci troppo complicati. Alla fine il romanzo, pubblicato nel 1999, risultò essere esattamente quello che Lansdale voleva che fosse: una storia incentrata sulla fratellanza, l'amicizia, l'onore e il dovere che intitolò The Waltz of Shadows.

## Trama
(Joe R. Lansdale, Il valzer dell'orrore)
Il romanzo si svolge in Texas orientale anche se l'autore ha modificato i nomi dei luoghi e la geografia dello Stato. Sharon, Carrie, Dave, Bob sono i componenti di una gang chiamata "Club dei disastri" di Imperial City. Appartenenti a famiglie agiate, cercano emozioni forti inizialmente facendo piccoli scherzi, poi alzando il tiro fino a programmare un rapimento. Nei loro piani Bill, da poco conosciuto e invischiato nei loro piani, avrebbe dovuto essere l'inconsapevole capro espiatorio di quello che, nelle reali intenzioni dei quattro, era pianificato come omicidio a scopo di rapina. Durante l'incursione nella casa di "Doc", la vittima designata, la trovano già occupata da due efferati individui, un uomo grasso e imponente, ribattezzato "Fat Boy" e un gigante con un tatuaggio di serpente sul cranio, soprannominato "Uomo Cobra". I due, che hanno torturato e ucciso una donna nella casa, immobilizzano tutti i membri del Club a eccezione di Bill che riesce a fuggire. Impaurito il ragazzo vaga per alcune ore e quando fa ritorno a casa propria, trova gli ex amici torturati e massacrati; i due assassini hanno lasciato evidenti prove in giro che accollano a Bill non solo gli ultimi omicidi, ma anche un album fotografico che documenta numerosi agghiaccianti assassinii.
Bill, terrorizzato, contatta lo zio Hank, che si sente in dovere di venire in suo aiuto, cosa che è abituato a fare, vista la propensione del nipote a mettersi nei guai e ad uscirne grazie solo grazie ai suoi molti interventi. Bill racconta allo zio la tremenda avventura e Hank, vista la situazione, decide di chiedere a sua volta aiuto al fratellastro Arnold con il quale da anni non aveva avuto più rapporti. I due, da giovani, avevano tentato una rapina e mentre Arnold era stato arrestato, Hank l'aveva fatta franca. Da quel giorno i sensi di colpa avevano impedito a Hank di frequentare il fratello. Hank si è sposato, conduce una vita agiata con la moglie Beverly e due figli ed è proprietario di una piccola catena di videonoleggi, mentre Arnold si arrangia con una modesta attività di sfasciacarrozze.
Bill viene nascosto nella casa mobile di Arnold mentre Hank si rivolge al suo amico avvocato, Virgil, che lo mette in guardia contro i due assassini, in uno dei quali, Fat Boy, grazie alla descrizione di Hank, riconosce subito un ex poliziotto e avvocato, di indole violenta e corrotto ma nonostante questo collaboratore della polizia. Quando Hank torna da Arnold trova il nipote impiccato e il fratello scomparso. Temendo per l'incolumità della famiglia Hank corre a casa ma quando arriva trova il cane accoltellato e moribondo. Non appena entrato viene aggredito e legato da l'Uomo Cobra ed è costretto ad assistere impotente allo stupro della moglie Beverly. Quando rinviene riesce a liberarsi appena in tempo per mettere in salvo la famiglia da una bomba incendiaria che distrugge la casa. Hank si nasconde con la moglie e i due figli in una baracca del fratello e contatta Virgil chiedendo aiuto contro i due assassini. Virgil mette al corrente l'uomo che sia lui che il fratello sono ricercati dalla polizia che ha rinvenuto tra le macerie della casa bruciata, nella casa mobile di Arnold, e nel magazzino di uno dei videonoleggi di Hank, materiale pedopornografico. A causa delle false prove disseminate in giro dai due assassini, la polizia sospetta Hank di aver sterminato la sua stessa famiglia e di aver tentato di coprire i reati commessi appiccando l'incendio alla casa.
Hank e i suoi vengono aiutati da Virgil e nascosti in una villa appartata mentre l'avvocato cerca di organizzare un piano per liberarsi degli assassini e per riabilitare sia Hank che la memoria del nipote. Il gruppo viene raggiunto da Arnold che è riuscito a fuggire alla morte per mano di Fat Boy e dell'Uomo Cobra, pur non essendo riuscito a salvare il nipote Bill. Virgil decide di costringere con il ricatto il capo della polizia di Imperial City, Price, che ha tollerato per anni i metodi brutali di Fat Boy nel collaborare con la polizia perché ritenuto utile alla sua carriera. Messo alle strette dall'avvocato Virgil, acconsente nell'aiutarli a uccidere i due assassini coprendo, con la loro morte, le prove dell'improvvida collaborazione dei due criminali con la polizia.
Il gruppo decide di irrompere nel covo di Fat Boy e dell'Uomo Cobra nel quale i due, aiutati da due agenti corrotti, organizzavano sadici omicidi e producevano il materiale pedopornografico che destinavano alla vendita. Lo stesso Doc, il cui vero nome è Benjamin Carter, si era rivolto a Fat Boy e all'Uomo Cobra per acquistare tale materiale e per eliminare la moglie, scomodo ostacolo ai suoi vizi. Price costringe Doc a prendere contatti con Fat Boy fingendo di voler fare da intermediario per un ingente acquisto da parte di un suo ricco amico, preparando così una mortale trappola ai due criminali. Durante il regolamento di conti finale Virgil, spacciato per il facoltoso acquirente, viene smascherato e eliminato da Fat Boy che viene a sua volta ucciso. Price uccide a bruciapelo Doc, punendo così l'uomo per le sue abiezioni e liberandosi anche dello scomodo testimone, ma rimane a sua volta ferito. Arnold è messo temporaneamente fuori combattimento dopo aver ucciso i due poliziotti corrotti. Rimane solo Hank a dare la caccia a l'Uomo Cobra che è riuscito a fuggire. Il romanzo termina con Hank che, aiutato da Arnold, accorso in suo aiuto nonostante le ferite, aiuta il fratello a uccidere impietosamente il sadico criminale.

## Personaggi
Hank SmallIl protagonista del romanzo. Felicemente sposato con Beverly, con cui ha due figli, JoAnn e Sammy. Proprietario di una serie di videonoleggi, da sempre si è preso cura dello scapestrato nipote Bill. Da anni non aveva più avuto contatti con il fratello, Arnold, al quale si rivolge per prestare aiuto al nipote nei guai.
Sharon, Carrie, Dave, BobI componenti del "Club dei disastri". Massacrati dopo essere stati torturati dai due assassini, "Fat Boy" e "l'Uomo Cobra".
Bill SmallLo scapestrato nipote di Hank e Arnold. Muore impiccato dai due assassini che ne hanno inscenato il suicidio.
Arnold SmallIl fratello di Hank. Nonostante il fratello lo abbia volutamente evitato per anni, nutre per lui profondo affetto. Non esita a venire in aiuto della famiglia.
BeverlyLa bella e coraggiosa moglie di Hank. Viene stuprata dai due assassini ma riesce a mantenere l'equilibrio necessario per reagire agli eventi.
"Fat Boy"Ex avvocato, ex capo della polizia di Bursby, collaboratore della polizia e tutore dell'ordine "free lance". Il suo vero nome è Oscar Caine, è un sadico pervertito come suo cugino con il quale ha avviato dei redditizi traffici di pedopornografia e assassinii su commissione, dilettandosi nel frattempo in stupri e torture. Viene ucciso durante il regolamento di conti finale.
"L'Uomo Cobra"Soprannominato anche "Serpe", il suo vero nome è Tommy Ray Mault ed è il cugino di Fat Boy. Arrestato anni prima per stupro e fuggito di prigione, era creduto morto dalla polizia. Soffre di un disturbo che ne rende l'odore nauseabondo. Pedofilo, sadico, pervertito, necrofilo, di corporatura imponente, viene ucciso da Hank.
Virgil GriffithAvvocato, amico di Hank, lo aiuta a liberarsi dei due assassini, costringendo l'arrivista capo della polizia, Price, a collaborare con loro. Rimane ucciso nel regolamento di conti finale.
PriceIl capo della polizia di Imperial City, ha tollerato per anni i metodi brutali di Fat Boy nel collaborare con la polizia perché ritenuto utile alla sua carriera. Messo alle strette dall'avvocato Virgil, si vede costretto a eliminare i due cugini assassini e con loro le prove della sua connivenza.
Benjamin "Doc" CarterSi rivolge a Fat Boy e all'Uomo Cobra per eliminare la moglie. Dopo il brutale omicidio continua a frequentare i due acquistando da loro materiale pedopornografico e necrofilo, senza alcuno scrupolo di coscienza. Viene ucciso da Price a bruciapelo.
Tim MaydayIl socio di Virgil, anch'egli avvocato.
Pootil cagnolino di Tim Mayday protagonista anch’esso della storia.

## Edizioni
- (EN) Joe R. Lansdale, Waltz of Shadows, 1ª ed., Subterranean Press, 1999,  p. 271, ISBN 978-1-892284-29-7.
- Joe R. Lansdale, Il valzer dell'orrore, traduzione di Seba Pezzani, Collezione Immaginario Dark, Fanucci, 2007,  p. 306, ISBN 978-88-347-1326-6.
- Joe R. Lansdale, Il valzer dell'orrore, traduzione di Seba Pezzani, Tascabili Immaginario Extra, Fanucci, 2009,  p. 306, ISBN 978-88-347-1489-8.
- Joe R. Lansdale, Il valzer dell'orrore, traduzione di Seba Pezzani, collezione ventesima, Fanucci, 2010,  p. 306, ISBN 978-88-347-1600-7.
- (EN) Joe R. Lansdale, Waltz of Shadows, Gere Donovan Press, 2011, ISBN 978-1-936666-16-4.